# Entretien de l'automobile
 (août 2023).
L'entretien de l'automobile (ou de la motocyclette) désigne la vérification de l'état des différents sous-systèmes d'un véhicule (moteur, direction, transmission, pneumatiques, suspension, freinage, refroidissement, échappement, éclairage, électricité) et le remplacement éventuel de pièces ou de liquides.
Pour les automobiles ayant plus de cinq ans, l'entretien peut représenter une part importante du coût de revient du véhicule. Aujourd'hui, les véhicules neufs nécessitent peu d'entretien, les constructeurs automobiles contribuent à réduire ces coûts par l'amélioration de leurs qualités et de leur fiabilité[réf. nécessaire]. Certains constructeurs proposent aujourd'hui des garanties pouvant atteindre cinq voire sept ans.

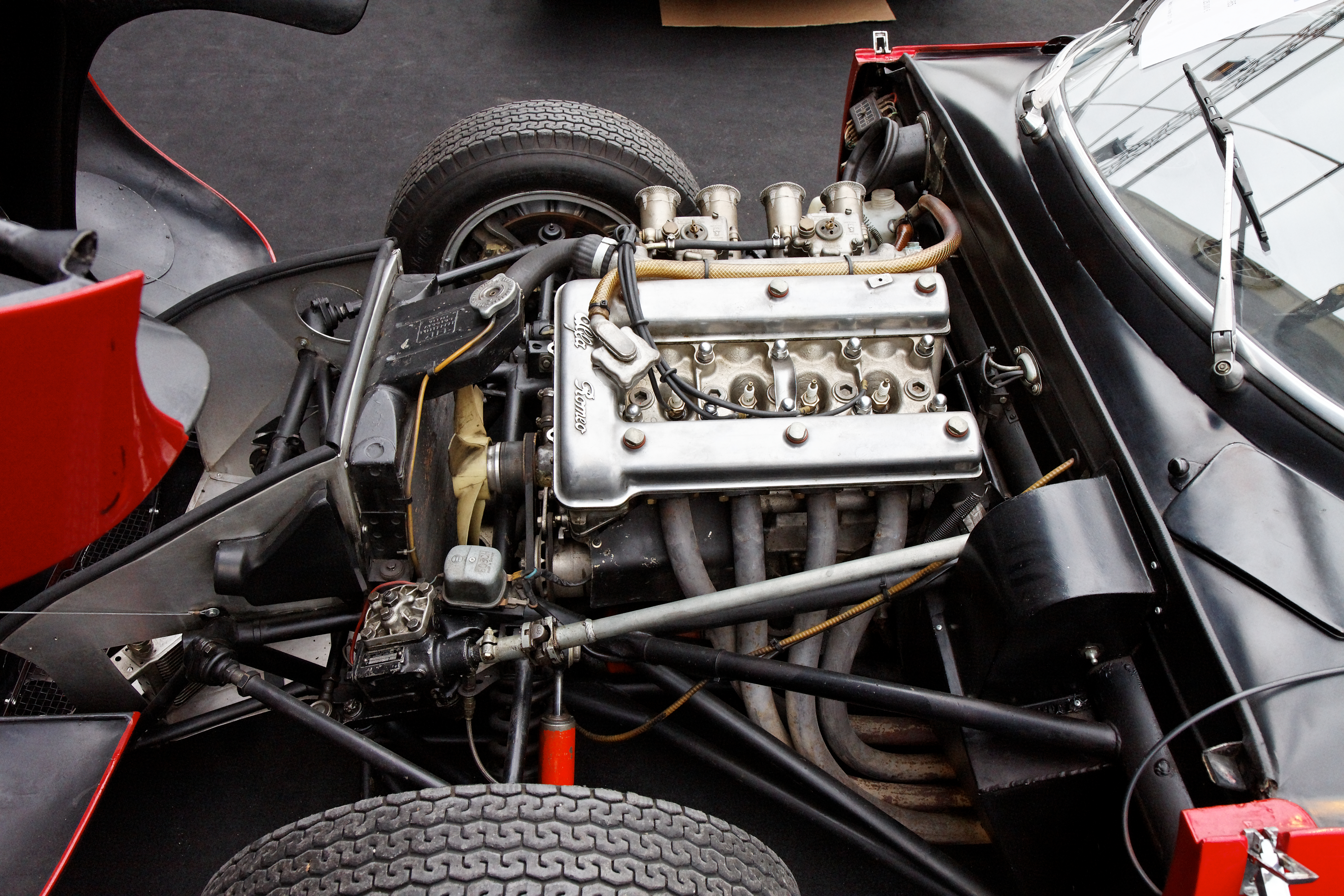
Moteur Alfa Romeo TZ.

## Entretien périodique
Il est recommandé de changer l'huile moteur du véhicule régulièrement, entre 10 000 et 15 000 km pour les moteurs à essence, et entre 15 000 et 20 000 km pour les moteurs diésel. Il faut alors vidanger le moteur, changer le filtre, puis de mettre une nouvelle huile dans le moteur. Vérifier régulièrement le niveau d'huile est un autre aspect de l'entretien d'un moteur.

## Documentation technique
Il existe des éditeurs techniques automobiles, comme Fluxea, Autodata, ETAI, les éditions Haynes ou encore ALLDATA.

## Contrefaçon de pièces
Une auto est faite d'environ trente mille pièces, en comptant chaque pièce jusqu'à la plus petite vis. Nombre de pièces, tant mécaniques que de carrosserie, peuvent faire l'objet d'une contrefaçon et éventuellement présenter un danger pour l'utilisateur, ses passagers et les autres usagers de la route.
Chaque pièce doit correspondre au cahier des charges du constructeur, seuls critères qui garantissent la sécurité d'utilisation des pièces de rechange.

### Source
- V.A.W. Hillier et P. Coombes, Hillier's Fundamentals of Motor Vehicle Technology, Nelson Thornes, coll. « Hillier's Fundamentals of Motor Vehicle Technology », 2004 (ISBN 978-0-7487-8082-2, lire en ligne), chap. bog 1